# Дане, Пьер

Латинско-французский словарь Пьера Дане́ (Издание 1711 г.)

Пьер Дане́ (фр. Pierre Danet, лат. Petrus Danetius; 1650, Париж — 1709) — французский священнослужитель, лексикограф, филолог, латинист, эллинист, лингвист.
Академик. Аббат парижской церкви Святого Креста (Сент-Круа). В 1668 году был учителем у Людовика Великого Дофина. Во время обучения Дофина использовал библиотеку классической литературы Ad usum Delphini.
Автор французско-латинского словаря (1685) и латинско-французского словаря (1691).
Словари Пьера Дане выдержали многочисленные издания в XVIII веке и послужили основой для нескольких словарей европейских языков.

## Избранные труды
- Dictionarium novum latinum et gallicum, Paris 1673, 1680; Magnum Dictionarium latino-gallicum, Paris 1691, 1696, 1704, Lyon 1708, 1712, 1726, 1739, Amsterdam 1711
- Nouveau Dictionnaire françois et latin, enrichi des meilleures façons de parler en l’une et l’autre langue, composé par l’ordre du Roy pour Monseigneur le Dauphin, Paris 1683, 1687, 1700, 1707; Grand dictionnaire français et latin, Amsterdam 1710, Lyon 1713, 1721, 1735, 1737, Toulouse 1731, 1754, Paris 1972
- Radices seu dictionarium linguae latinae in quo singulae voces suis radicibus subjiciuntur, Paris 1677
- Dictionarium antiquitatum romanarum et graecarum, Paris 1698, Amsterdam 1701